# Elias Eller

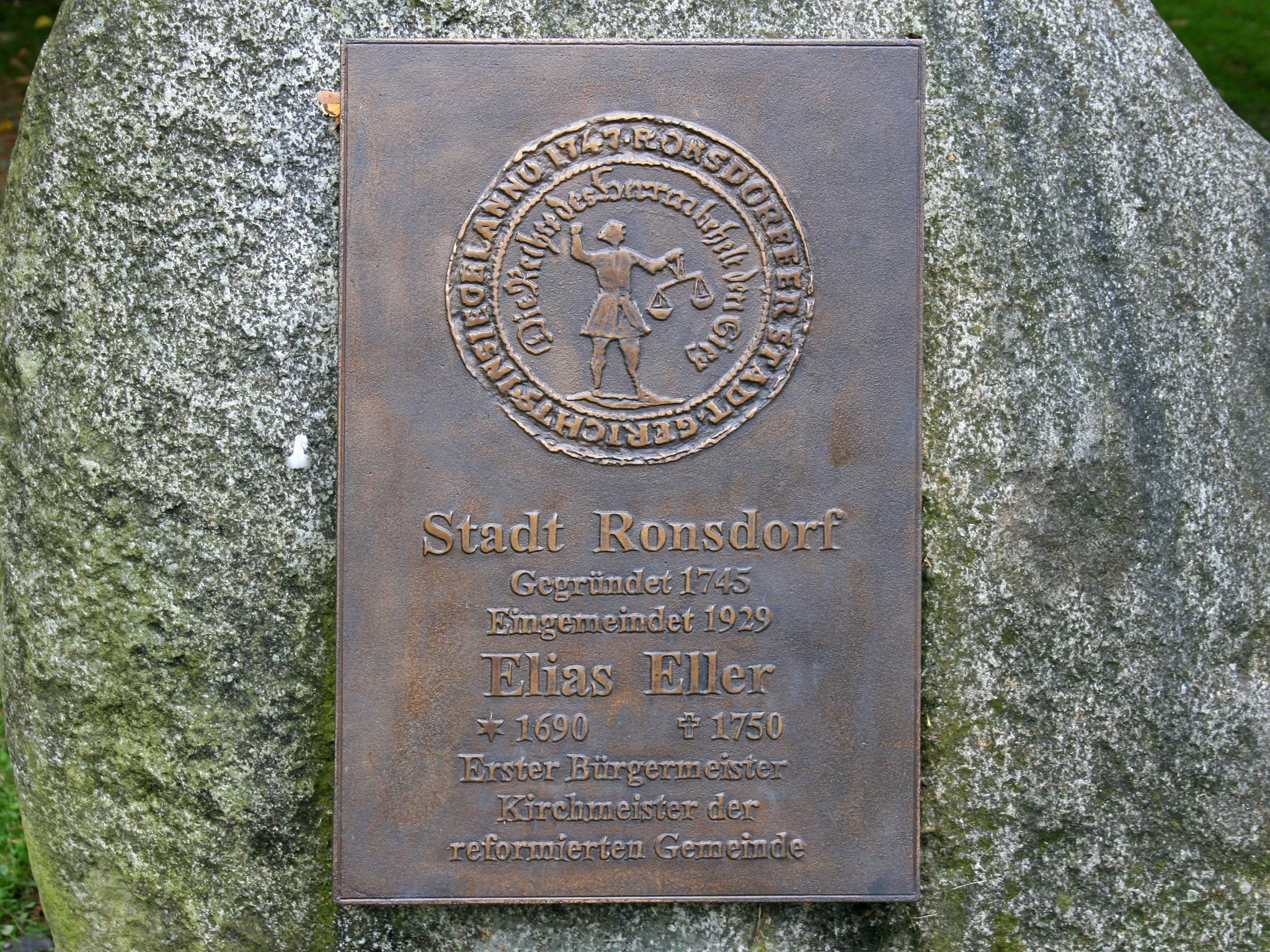
Elias-Eller-Gedenkstein, Ronsdorf

Elias Eller (* 4. Juli 1690 auf Hof Ronsdorf (heute Stadtteil von Wuppertal); † 16. Mai 1750 in Ronsdorf) war Gründer und Leiter einer radikal-pietistischen christlichen Sekte der Zioniten und Gründer der Stadt Ronsdorf, heute ein Stadtteil Wuppertals.

## Leben und Wirken
Elias Eller stammte aus einer bäuerlichen Familie. Er wurde als Sohn von Johannes Eller (1632–?) und seiner Frau Anna Gertrud Garschagen (1658–1737) geboren und lebte als Bandwirker und Textilfabrikant in Elberfeld (heute Wuppertal-Elberfeld). Er heiratete 1712 die Inhaberin einer Florettbandfabrik, die zehn Jahre ältere Witwe Katharina Bolckhaus, geb. Jansen. Eller und seine Frau hatten schon früh Kontakte zu separatistischen Enthusiasten und chiliastischen Schwärmern. Diese Glaubensrichtung war durch Auftritte von Erweckungspredigern wie Ernst Christoph Hochmann von Hochenau gefördert worden.
In ihrem Haushalt arbeitete ein junges Dienstmädchen, die Bäckertochter Anna Catharina vom Büchel, die ab 1722 mit göttlichen Inspirationen begnadet zu sein schien. Eller glaubte erst nach längerem Zögern und auf Zureden seiner Frau an die Wahrheit dieser Offenbarungen. In privaten Erbauungsstunden erklärt er vom Büchel ab 1726 die Offenbarung des Johannes (vgl. Offb 21,1–2 ), die besagt, dass bei der Apokalypse, dem Jüngsten Gericht und dem Endkampf zwischen Gott und dem Teufel, letzten Endes Gott als Sieger aus diesem Kampf hervorgehen wird. Daraufhin werden die Erde und der Himmel erneuert und eine Stadt wird aus dem Himmel herabfahren: das neue Jerusalem.
Büchel zeigte sich hiervon ganz besonders inspiriert. Unter anderem prophezeite vom Büchel in ihren Visionen, dass sie mit Elias Eller das neue Zion aufbauen würde, und dass ihnen ein Sohn geboren werde, der als neuer Heiland und Messias die Welt beherrschen würde (vgl. Offb 12,5 ). Die Führung des Auszuges aus Elberfeld nach Ronsdorf sollte unter Ellers und Büchels Anleitung geschehen, beide seien aus dem Stamme Juda, dem Geschlechte Davids, entsprossen, und beide würden nun das Tausendjährige Reich herbeiführen. Eller ließ sich anleiten, einen Kreis Erwählter zu bestimmen. Diese Erwählten waren nach seiner Auffassung schon zu Lebzeiten als des Himmelreichs teilhaftig werdende Selige erwählt.
Zunächst beschloss Eller, innerhalb einer von ihm mitgetragenen Philadelphischen Societät als Pietistische Gesellschaft oder Konventikel, ähnlich wie zuvor Jane Leade in England, das geistlich-religiöse Leben zu befruchten. Nach außen klangen die Auslegungen von Eller und seinen Anhängern in den Versammlungen nach gewöhnlichen pietistischen Erbauungsreden. Zunächst gehörte er mit seinen Jüngern zur reformierten Gemeinde Elberfeld. Unter seinen Anhängern waren auch Theologen wie Peter Wülffing und Daniel Schleyermacher, der Großvater des späteren Theologen Friedrich Schleiermacher.
In dieser Elberfelder Sozietät trat Büchel als Prophetin bald regelmäßig auf und konnte schnell eine feste Gruppe von Anhängern um sich sammeln. Schon im ersten Jahr ihrer Prophezeiungen wurden fünfzig Haushalte zu der Bewegung gezählt. Die Offenbarungen Annas wurden von Eller in einem Buch aufgezeichnet, das den Namen Ronsdorfer Hirtentasche trägt. Die Anhänger wurden in ein Verzeichnis aufgenommen und als Versiegelte bezeichnet. Dieses Verzeichnis war ein Teil der Hirtentasche und ist erhalten. Eller sandte Boten durch Deutschland, Holland und die Schweiz, um alle Völker in das Neue Zion einzuladen.
Eller ließ sich von der erkrankten Katharina Bolckhaus scheiden, sie starb bald darauf am 11. August 1733 laut Überlieferung „im Wahnsinn“. Bereits am 26. Januar 1733 heiratete Eller in zweiter Ehe die Stammmutter der Sekte, Anna Catharina vom Büchel. Am 4. Juli 1734 wurde der erste Sohn mit dem Herrschernamen Benjamin (vgl. Ps 68,28 ) geboren, der jedoch am 21. November 1735 überraschend starb. Eller verkündigte nach Offb 12,5  seine Wiederkunft, musste aber erleben, dass seine Frau statt des zu erwartenden Knaben drei Mädchen gebar, so im Juli 1736 die Tochter Anna, die kurz nach der Geburt im August des gleichen Jahres verstarb, am 1. Januar 1738 Sarah († 1770) und am 6. Dezember 1739 Rahel. Sarah und Rahel wurden nach Sach 4,11–14  „die beiden Ölkinder“ genannt.
Mit seiner Lehre geriet Eller allerdings bald mit den reformierten Gemeinden in Elberfeld in Konflikt. Die Zioniten waren auch unter den Bezeichnungen „Ellersche Rotte“ oder „Ronsdorfer Sekte“ bekannt. Um dem Druck auszuweichen, kaufte er 1737 einen Teil seines früheren Familienhofes Ronsdorf (1494 erstmals erwähnt) von seinem Bruder Samuel sowie andere angrenzende Grundstücke jenseits der Grenze von Elberfeld. Er zog sich dorthin zurück und baute eine Siedlung nach dem Vorbild des biblischen Lagers der Israeliten. Auch seine Bandfabrik wurde hierhin verlagert. Alle Häuser waren auf die „Stiftshütte“, d. h. das Gemeindehaus und Wohnhaus von Eller und des 1741 gewählten Predigers Daniel Schleyermacher ausgerichtet. Ronsdorf erhielt bereits 1745 das Stadtrecht, dank der vielfältigen Kontakte Ellers bis hin zum preußischen König Friedrich II.
Eller nannte die Stadt das wahre Philadelphia (vgl. Offb 3,7–13 ), die Arche Noah, Zion, die von Gott selber gegründete Stadt, die Braut Christi; Elberfeld dagegen Sodom, ihre Pfarrer Bastarde, Mietlinge und Lügenprediger, sowie ihre Lehren Schulgezänk. Er feierte außerhalb der Kirche noch daheim mit den Geweihten Liebesmahle, die wohl auch ins Fleischliche ausarteten. Als seine Frau Anna vom Büchel Ende 1743 starb, erklärte er sich selbst nun für den alleinigen Träger der göttlichen Offenbarungen und ließ sich abgöttisch verehren. Eller war Bürgermeister, Richter und geistliches Oberhaupt mit fast despotischer Gewalt und wollte Prophet, Hoherpriester und König sein. Er setzte 1745 die Wahl eines zweiten Pfarrers Peter Wülffing aus Solingen durch. Mit Schleyermacher spaltete sich 1749 eine an der Echtheit der Offenbarungen zweifelnde Gruppe von der Gemeinschaft ab, und Schleyermacher wurde in der Folge von der Gemeinde ausgeschlossen. Eller erreichte, dass der König von Preußen, Friedrich II., Wülffing zum Hofprediger und Konsistorialrat ernannte. Eller schloss am 15. September 1749 eine dritte Ehe mit der reichen Witwe Anna Gertrud Bosselmann geb. Lucas (1695–1763), der Witwe des Elberfelder Bürgermeisters Johann Kaspar Bosselmann, verstarb aber 1750 an Wassersucht.

## Nachwirkungen
Nach Ellers Tod trat sein Stiefsohn Bolckhaus allein an die Spitze der Sekte, und die schon früher als Prophetin aufgetretene Tochter Ellers, Sarah, versuchte in ihren göttlichen Aussprachen Bolckhaus und Wülffing im Kampf gegen Schleyermacher und die Zweifler zu stärken. Durch Verleumdungen und Bestechung wurde eine Untersuchung wegen Gotteslästerung, Hexerei und sonstiger Verbrechen und die Verhaftung Schleyermachers angeordnet, der jedoch nach Arnheim in Holland fliehen konnte.
Nachdem Ronsdorf 1754 aus der Synode ausgeschieden war, nahm der Verfall der Glaubensgemeinschaft immer mehr zu. Wülffing, der noch einen
neuen Katechismus, eine neue Bibelübersetzung, eine neue Liturgie und neue Lieder in Ronsdorf eingeführt hatte, zerstritt sich mit Bolckhaus und wurde auf dessen Betreiben von der Düsseldorfer Regierung suspendiert. Am 31. Mai 1768 wurde die Gemeinde mit der Wahl eines neuen Predigers namens Herminghaus wieder in die reformierte Landeskirche aufgenommen.

## Sonstiges
1940 wurde das frühere Wohnhaus von Elias Eller an Kleins Ecke abgerissen.
In Ronsdorf ist eine Straße nach Eller benannt. Feministische Theologinnen und Historikerinnen forderten eine Umbenennung der „Elias-Eller-Straße“ in eine „Anna-vom-Büchel-Straße“, um auf die zentrale Rolle ihrer Visionen in der Geschichte der Ronsdorfer Sekte und auf ihr Lebensschicksal aufmerksam zu machen.
In Ronsdorf ist Eller ein Gedenkstein gewidmet.

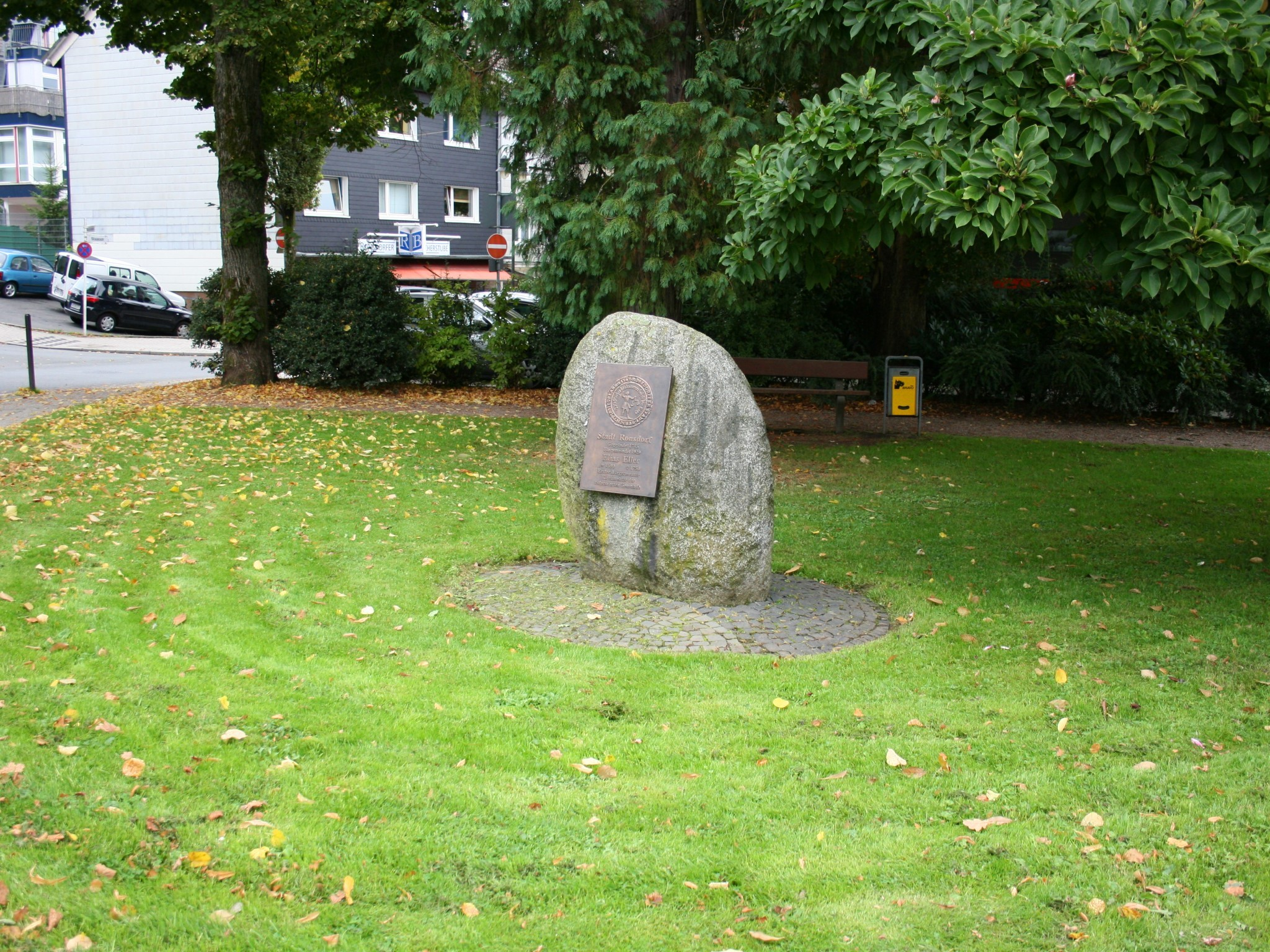
Gedenkstein in Ronsdorf
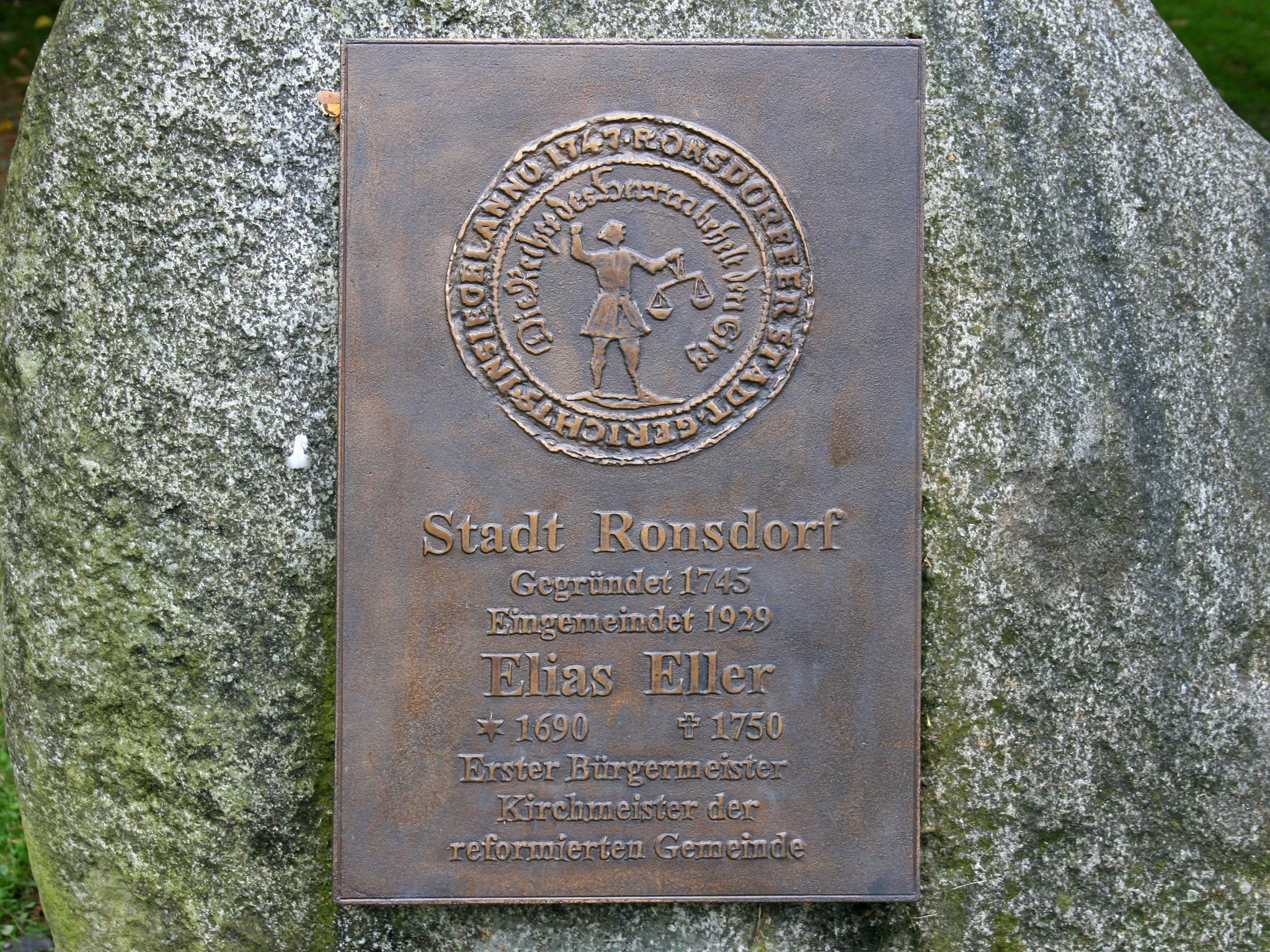
Beschriftung des Gedenksteins
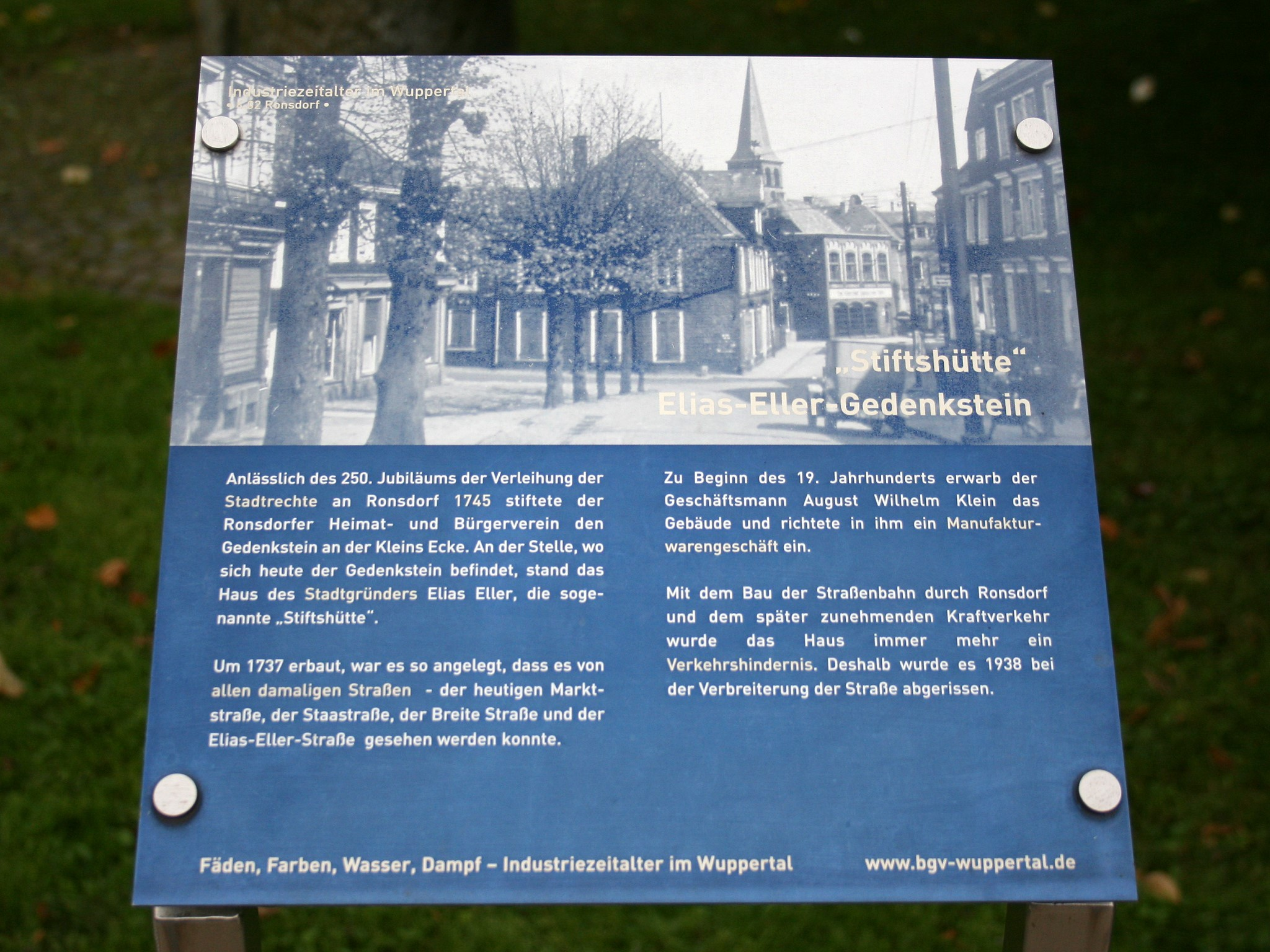
Tafel beim Gedenkstein